# 聖顯者

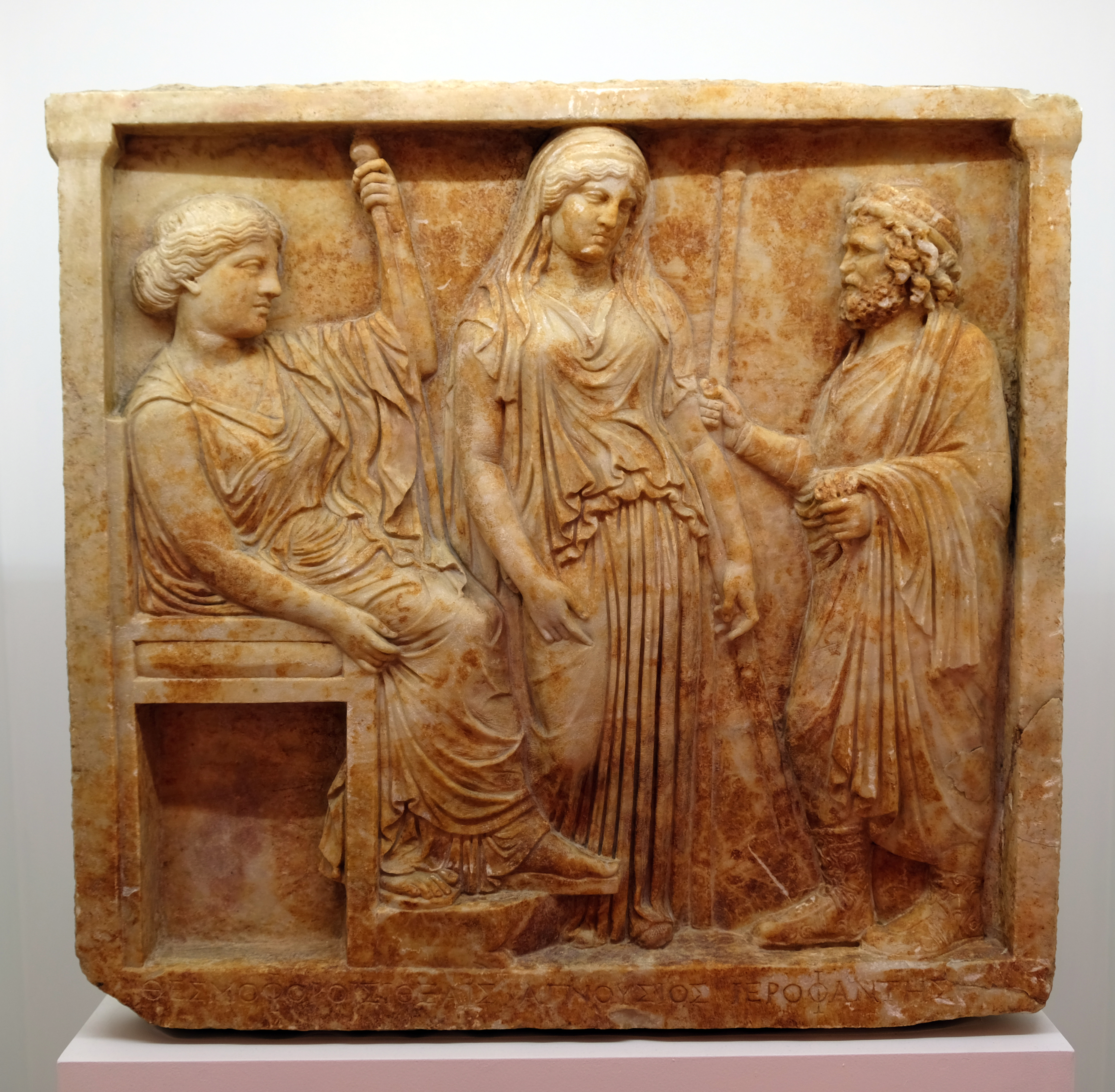

聖顯者或稱之為聖職者、顯聖者、顯聖師、传密师，是一名帶領著信奉秘密宗教信眾進入到一個被視為神聖所在的宗教導師、祭司。聖顯者的英文字彙──Hierophant是源自於古希臘語，它是由“ἱερός”（希臘文拉丁轉寫：hieros、英譯：“holy”、中譯：神聖）和“φαίνω”（希臘文拉丁轉寫：phainō、英譯：“I show, make known”、中譯：“我顯示，讓人知道”）兩個字彙的組合所構成的。在阿提卡地區方面，這聖顯者乃是厄琉息斯秘儀祭司的一項頭銜；羅馬時代的密特拉教擔任相同宗教職司的人士則是被稱為秘法家。總的來說聖顯者即是神聖的秘密宗教儀式和奧秘原理解釋者。中文語境裡，也有譯成神聖導師、聖職導師、聖師、導師、解說者、法皇、聖職者等意譯名詞。

## 在萊德·偉特塔羅牌中的稱謂

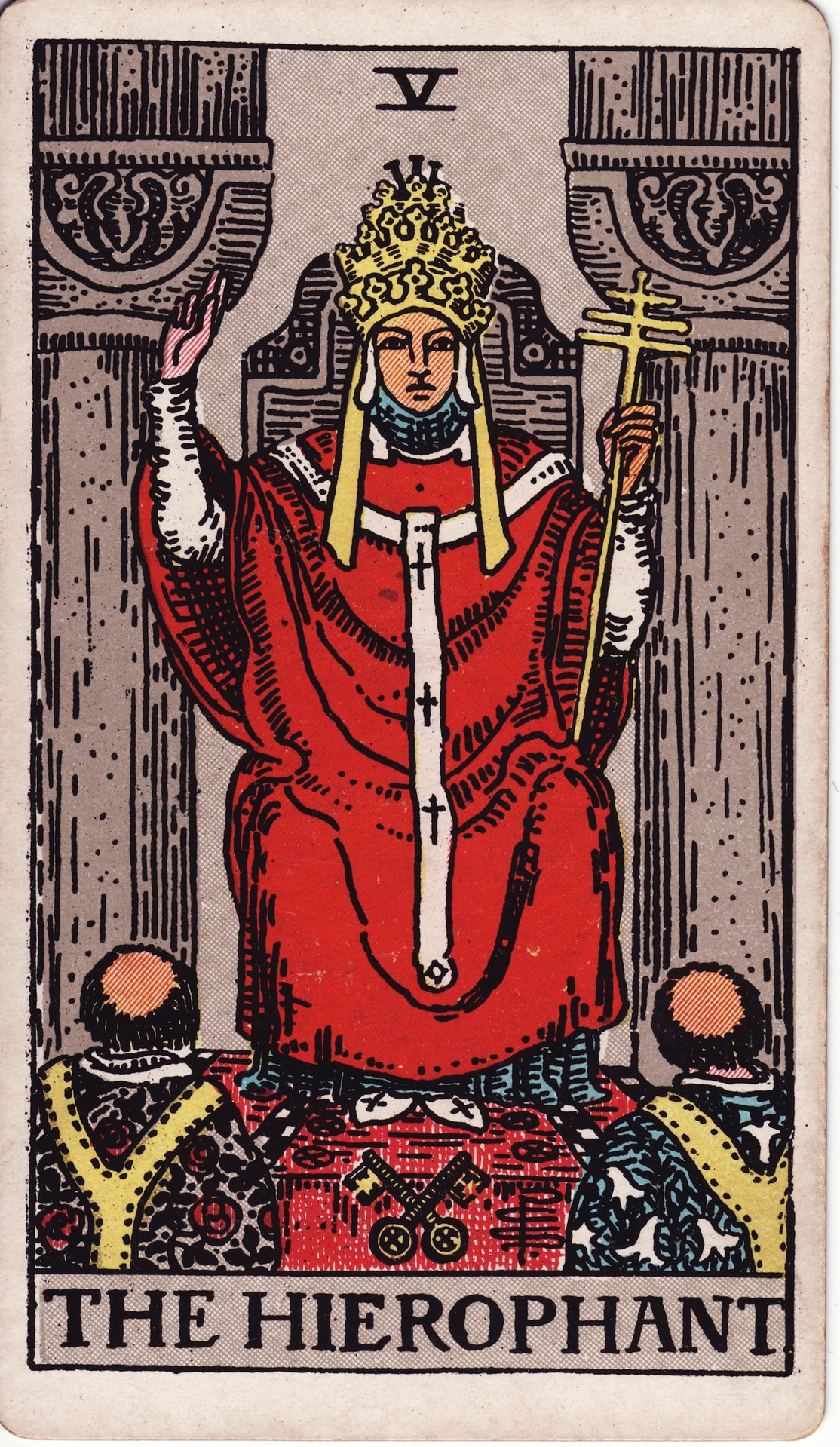
萊德偉特塔羅牌大秘儀五號牌教皇（The Hierophant），事實上應該譯為聖顯者

在萊德·偉特塔羅牌以及其他相似的牌卡中（托特塔羅牌亦同），聖顯者的原文“The Hierophant”是包含在22張大秘儀（大阿爾克那）牌卡的名稱之一，編號5。此外這裡值得一提的是在大中華地區則被譯為教宗或教皇，而日本地區則是以漢字「教皇」二字做他的意譯名詞；不過在英文語境中這一張牌有時候被稱為“The Pope”。這一張牌在塔羅牌的牌義解釋中表示符合社會規範，或是依循著已成立的社會道德秩序。必須要留意的地方在於“The Hierophant”與“The Pope”背後的宗教文化意涵還是有差異的，前者可以通用解釋一切宗教的相當職務人員，但是後者是專屬天主教的神聖領袖。這一張教皇牌在實際的塔羅占卜解牌時，大致上通常是作為指導者知識的傳授、見識、內省力，以及智慧上的啟發來做解讀，具體來說此張牌在現實生活可以代表的像是以宗教方面的話，例如：基督教的牧師、天主教的神父、多神信仰的祭司；在醫療方面則是療癒師或治療師（therapist）；學校教育則可以解釋為教師。

## 外部連結
- Britannica article （页面存档备份，存于）
- The last hierophant at Eleusis （页面存档备份，存于）
- Dictionary definition （页面存档备份，存于）
- Definition from alt religion （页面存档备份，存于）